# Haza (település)
Haza egy község Spanyolországban, Burgos tartományban. Haza Valdezate, Fuentelisendo, Fuentecén, Fuentemolinos, Adrada de Haza, La Sequera de Haza, Moradillo de Roa, Aldehorno, Aldeanueva de la Serrezuela, Torreadrada, Valtiendas, Sacramenia, Cuevas de Provanco, Nava de Roa, La Cueva de Roa, Roa de Duero, Hoyales de Roa, Castrillo de la Vega, Campillo de Aranda, Hontangas, Berlangas de Roa, Gumiel de Mercado és Villalba de Duero községekkel határos. Lakosainak száma 34 fő (2024).

## Népesség
A település népessége az utóbbi években az alábbiak szerint változott:
| Lakosok száma | 39   | 37   | 32   | 33   | 28   | 26   | 27   | 30   | 28   | 34   |
|               | 2001 | 2004 | 2006 | 2009 | 2011 | 2014 | 2016 | 2019 | 2021 | 2024 |